# Daumants Dreiškens
Daumants Dreiškens (n. 28 martie 1984, Gulbene⁠(d), Republica Sovietică Socialistă Letonă, URSS) este un bober ce a reprezentat Letonia, medaliat olimpic. A participat la 4 ediții ale Jocurilor Olimpice (2006, 2010, 2014, 2018) în care a câștigat o medalie de aur și o medalie de bronz.